# (2106) Hugo
(2106) Hugo ist ein Asteroid des Hauptgürtels, der am 21. Oktober 1936 von der französischen Astronomin Marguerite Laugier in Nizza entdeckt wurde. 
Der Name des Asteroiden erinnert an den französischen Schriftsteller Victor Hugo.